# Ludovico Donato
Ludovico Donato (né à Venise, Italie, vers 1305 et mort à Gênes, en décembre 1385 ou le  11 janvier 1386) est un cardinal italien du XIVe siècle. Il est membre de l'ordre des frères mineurs.

## Repères biographiques
Ludovico Donato est notamment lector principalis au Studium generale de Pise, inquisiteur à Venise et procurateur général et ministre général de son ordre.
Donato est créé cardinal par le pape Urbain VI lors du consistoire du 21 décembre 1381. Il est le premier cardinal vénitien.
Avec les cardinaux Giovanni d'Amelia, Adam Easton, Gentile di Sangro, Bartolomeo de Coturno et Marino Giudice, il conspire contre le pape Urbain VI. Ils sont arrêtés et il avouent leur culpabilité sous la torture. Les cardinaux, sauf Easton, sont exécutés à Gênes en décembre 1385 ou le 11 janvier 1386.